# (14060) Patersonewen
(14060) Patersonewen est un astéroïde de la ceinture principale.

## Description
(14060) Patersonewen est un astéroïde de la ceinture principale. Il fut découvert le 18 janvier 1996 à Kitt Peak par le projet Spacewatch. Il présente une orbite caractérisée par un demi-grand axe de 2,38 UA, une excentricité de 0,06 et une inclinaison de 3,4° par rapport à l'écliptique.

## Compléments